# Álvaro de Mendaña y Neira
Álvaro de Mendaña y Neira (Congosto, comarca d'El Bierzo, Castella i Lleó, 1541 – Illa de Santa Cruz (illes Salomó), octubre del 1595) fou un navegant que va fer dues expedicions al Pacífic descobrint les illes Salomó i les illes Marqueses.
Es saben poques coses dels primers anys. Va embarcar cap al Perú amb el nom d'Álvaro Rodríguez y Neira, i de vegades se l'anomena Mendaña y Castro. En el seu temps se l'identificava com a gallec, possiblement de Neira. Però segons la recerca documental posterior, era de Congosto, a la comarca lleonesa del Bierzo. El pare, Rodríguez, era de la família Mendaña, i la mare, Ysabel de Neira, era de la família Castro, germana de Lope Garcia de Castro. Mendaña va acompanyar el seu oncle Lope quan va ser nomenat president del Tribunal de Lima.

## Primer viatge

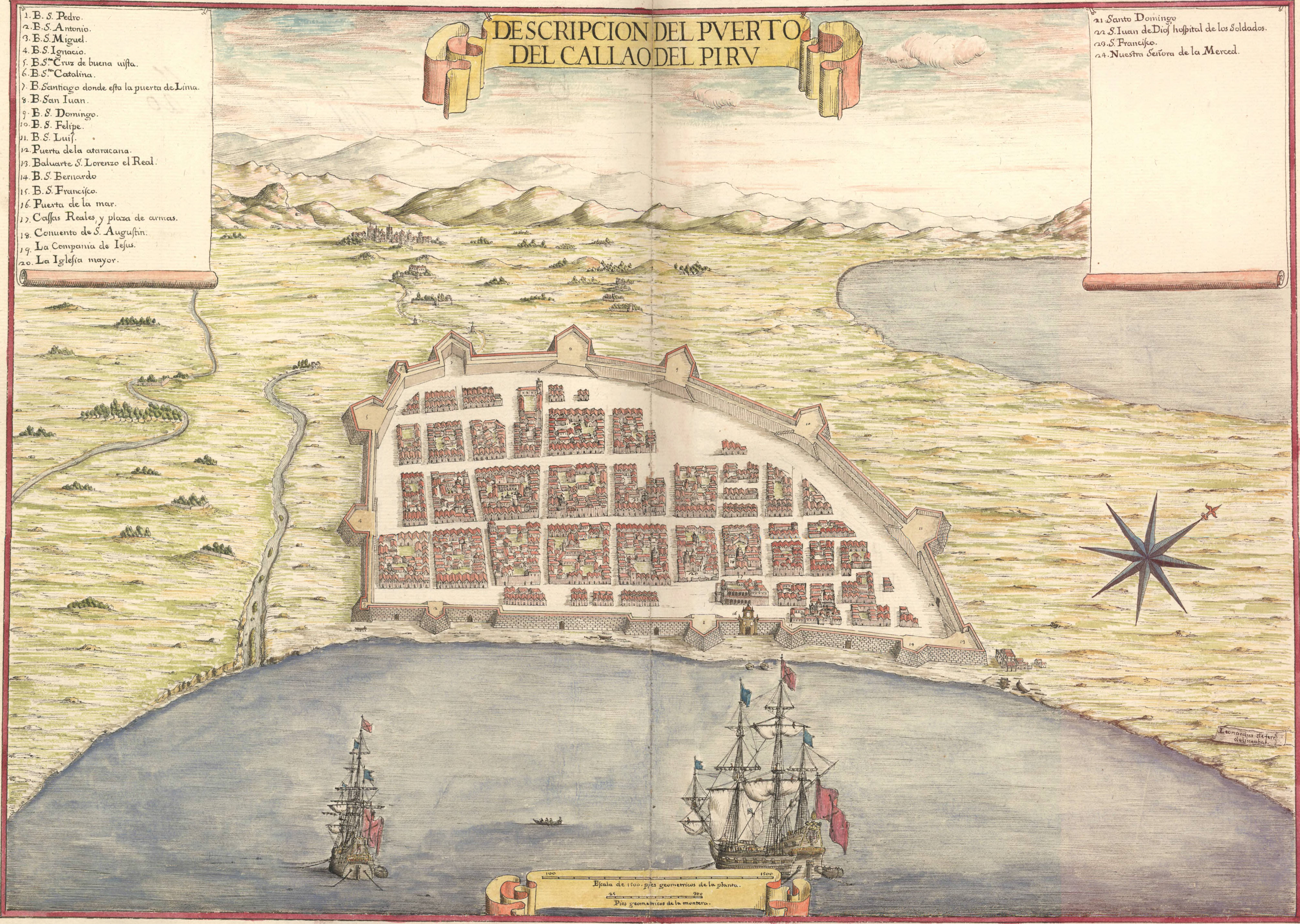
El Callao, 1655

Els espanyols van saber dels inques la llegenda que deia que a l'oest es trobaven unes illes plenes d'or. Immediatament es van comparar aquestes illes amb la Terra d'Ofir on es trobaven les mines d'or del rei Salomó. Com que el càrrec de virrei del Perú estava vacant, el president del Tribunal, Lope Garcia de Castro, n'exercia les funcions i va encarregar la direcció de l'expedició al seu nebot Mendaña en contra de les aspiracions de Pedro Sarmiento de Gamboa que reivindicava la iniciativa.
Les naus de l'expedició eren Los Reyes i Todos los Santos, de 300 i 200 tones respectivament. Els capitans eren Pedro Sarmiento de Gamboa i Pedro de Ortega, i el pilot major era Hernán Gallego. La tripulació era d'uns 150 homes, inclosos mariners, soldats, quatre frares franciscans i una vintena d'esclaus. L'objectiu de l'expedició era cercar la suposada Terra Austral, explorar els seus recursos i estudiar les possibilitats de colonització.
Va partir de El Callao, el port de Lima, el 20 de novembre de 1567. Després de passar per davant de Nui, illa de Tuvalu, va arribar sense aturar-se a la primera de les illes Salomó: Santa Isabel. Durant sis mesos van estar a Santa Isabel (illa Isabel, Guadalcanal i San Cristóbal (Makira) i van explorar una vintena d'illes. Encara que no van trobar res d'or, el nom d'illes Salomó ja havia fet fortuna. El viatge de tornada el van fer per la ruta coneguda de Manila a Acapulco, passant per la isla de San Francisco (illes Wake).

### Ruta del primer viatge
- El Callao, port de Lima, 20 de novembre de 1567.
- Isla de Jesús (avui Nui, a Tuvalu), 15 de gener de 1568.
- illes Salomó:
  - Baxos de la Candalaria (Ontong Java), 1 de febrer.
  - Santa Ysabel (avui illa Isabel), del 7 de febrer al 17 d'agost.
  - Isla de Ramos (Malaita), San Jorge (al sud d'Isabel), les illes Florida, Galera, Buenavista, San Dimas, i Guadalupe (grup d'illes Florida o Nggela Sule), Guadalcanal, Sesarga (Savo), illes San Nicolás, San Jerónimo i Arrecifes (grup Nova Geòrgia), San Marcos (Choiseul), San Cristóbal (Makira), Treguada (Ulawa), Tres Marías (Olu Malua), San Juan (Uki Ni Masi), San Urbán (Rennell), Santa Catalina, Santa Ana.
- Baxos de San Bartolomé (atol Maloelap, illes Marshall)
- Isla de San Francisco (avui illes Wake)
- El Callao, 22 de juliol de 1569.

## Segon viatge
Durant vint-i-cinc anys Mendaña va intentar fer un segon viatge per colonitzar les illes Salomó. Encara que tenia l'aprovació del rei, es va trobar amb el rebuig de les autoritats colonials descontentes amb els resultats del primer viatge, i dels enemics del seu oncle que havia mort. Va ser el nou virrei, García Hurtado de Mendoza, marquès de Cañete, qui va patrocinar la nova expedició gràcies a la influència de la dona de Mendaña, Isabel de Barreto. Es va organitzar com una expedició privada on el virrei aportava els efectius militars i Mendaña va convèncer a mercaders i colons a participar en l'aventura. L'objectiu era establir una colònia a les illes Salomó impedint que els pirates anglesos trobessin un refugi al Pacífic des d'on poguessin atacar les Filipines o la costa americana.
Es van embarcar unes 400 persones entre les quals es trobaven passatgers amb les seves dones i esclaus disposats a fundar una colònia. Acompanyen al general la seva dona Isabel de Barreto i tres cunyats. El pilot major de l'expedició, i capità de la nau capitana, és el portuguès Pedro Fernández de Quirós. Els quatre vaixells són:
- San Gerónimo, nau capitana, galió de 200 a 300 tones. Capità i pilot major: Pedro Fernández de Quirós.
- Santa Ysabel, nau almirall, galió de 200 a 300 tones. Capità: Lope de Vega. Desapareix el 7 de setembre de 1595.
- San Felipe, galiot de 30 a 40 tones. Propietari i capità: Felipe Curzo. Desapareix el 10 de desembre de 1595.
- Santa Catalina, fragata de 30 a 40 tones. Propietari i capità: Alonso de Leyra. Desapareix el 19 de desembre de 1595.

Va partir d'El Callao i, després de fer escala a Paita, va trobar les illes Marqueses que va batejar en honor del virrei, el marquès de Cañete. Durant deu dies va explorar les illes del sud de l'arxipèlag. De nou de camí cap a l'oest passà per davant d'una de les illes Cook i una de les Tuvalu fins que arribà a les illes de Santa Cruz, arxipèlag del sud de les illes Salomó. Al passar per davant de Tinakula, un volcà que es trobava en activitat, feu desaparèixer la Santa Ysabel.
A l'illa de Santa Cruz fundà una colònia, però, malalt de malària, perdé el control de la situació. Els soldats cometeren crims i excessos amb els indígenes i es produí un intent de rebel·lió. El 18 d'octubre de 1595 mor Mendaña i es fa càrrec de l'expedició la seva dona Isabel de Barreto. En deteriorar-se la situació decidiren abandonar la colònia i posar rumb cap a les Filipines. Pel camí es perdé el San Felipe i la Santa Catalina i només hi arribà el San Gerónimo, guiat per Pedro Fernández de Quirós.

### Ruta del segon viatge
- Paita, Perú, 16 de juny de 1595.
- Las Marquesas de Mendoza (illes Marqueses), 21 de juliol a 5 d'agost.
  - Magdalena (Fatu Hiva)
  - Dominica (Hiva Oa)
  - Santa Cristina (Tahuata)
  - San Pedro (Moho Tani)
- San Bernardo (Pukapuka, illes Cook), 20 d'agost
- La Solitaria (Niulakita, Tuvalu), 29 d'agost.
- Illes Salomó:
  - Tinakula, volcà en activitat. Desapareix la Santa Ysabel, 7 de setembre.
  - La Huerta (Tomotu Noi), Recifes (grup de les illes Swallow), 8 de setembre.
  - Santa Cruz (avui Ndende o Nendo de Santa Cruz Islands), 8 de setembre a 18 de novembre. El 18 d'octubre hi mort Mendaña.
- Guam, 1 de gener de 1596. Només hi arriba el San Gerónimo.
- Manila, 11 de febrer.